# Sean Kerly
Sean Robin Kerly (* 29. Januar 1960 in Whitstable, Kent) ist ein ehemaliger britischer Hockeyspieler, der mit der Britischen Nationalmannschaft 1984 Olympiadritter und 1988 Olympiasieger war.

## Sportliche Karriere
Sean Kerly trat in 74 Länderspielen für die Britische Nationalmannschaft an, in denen er 57 Tore erzielte. Außerdem bestritt er 67 Länderspiele für die Englische Nationalmannschaft, davon neun in der Halle. Sean Kerly spielte im Sturm und war Strafeckenspezialist.
Kerly erhielt seine erste internationale Medaille bei den Olympischen Spielen 1984 in Los Angeles. Die Briten gewannen ihre Vorrundengruppe mit vier Siegen und einem Unentschieden gegen die Pakistanische Mannschaft, unterlagen aber im Halbfinale den Deutschen mit 0:1. Im Spiel um Bronze bezwangen die Briten die Australier mit 3:2. Kerly erzielte während des Turniers sieben Tore, darunter das Tor zum 3:2-Sieg gegen die Australier.
1986 erreichten die Engländer bei der Weltmeisterschaft in London das Finale durch einen Sieg über die Deutsche mit 3:2 nach Verlängerung. Im Finale unterlagen sie dann den Australiern mit 1:2. Ebenfalls Silber gewannen die Engländer bei der Europameisterschaft 1987 in Moskau, als sie das Finale gegen die Niederländer erst im Siebenmeterschießen verloren. Bei den Olympischen Spielen 1988 in Seoul belegten die Briten in der Vorrunde den zweiten Platz hinter den Deutschen. Mit einem 3:2-Halbfinalsieg gegen die Australier erreichten die Briten das Finale und gewannen Gold mit einem 3:1-Finalsieg über die Deutschen. Sean Kerly erzielte während des Turniers acht Tore, darunter alle drei Tore im Halbfinale.
Zwei Jahre später belegten die Engländer bei der Weltmeisterschaft in Lahore nur den vierten Platz in der Vorrunde, in den Platzierungsspielen erreichten sie mit zwei Siegen noch den fünften Platz. 1992 in Barcelona nahm Kerly noch einmal an Olympischen Spielen teil. Die Briten belegten in der Vorrunde den dritten Platz hinter den Australiern und den Deutschen. In der Platzierungsrunde erreichten sie den sechsten Platz.
Im Verein spielte Sean Kerly beim Southgate Hockey Club. Vor den Olympischen Spielen 1988 musste er für das Training seinen Job bei einer Modekette aufgeben. Nachdem er nach den Spielen anderweitig beruflich tätig gewesen war, erreichte er nicht mehr seine frühere Form. Er war aber noch mehrere Jahre für Southgate aktiv.